# Вторая гражданская война в Чаде
Вторая гражданская война в Чаде — началась как следствие войны в Дарфуре, когда боевые действия перекинулись на территорию Чада. В войне принимали участие как повстанческие группировки из Судана, так и вооружённые силы этой страны. В то же время многие наёмники в Дарфуре проникли на территорию Судана через Чад и имели гражданство этого африканского государства.

## Ход конфликта
Суданское правительство официально поддержало чадских повстанцев, которые напали на пограничный город Адре в декабре 2005 года. Президент Чада в этот день объявил нации, что между Суданом и Чадом началась война. Мирные переговоры в нигерийской столице — Абудже, в апреле 2006 года, зашли в тупик. Тогда же повстанцы при поддержке Судана напали на Нджамену, но силам правопорядка удалось выбить мятежников из города.
Чад ответил поддержкой повстанцев в Дарфуре, отправив туда свои подразделения и став транзитной базой для наёмников, которые отправлялись на боевые действия в неспокойный суданский регион. В 2008 году произошло второе нападение на Нджамену, но и оно оказалось для повстанцев неудачным, что подорвало планы Хартума на установления лояльной власти в соседнем государстве. К тому же Франция официально поддержала своего традиционного союзника, отправив в Чад свои войска для помощи в борьбе с повстанцами.
После этой битвы, война приобрела позиционный характер и обе стороны не решались на полномасштабные боевые действия с применением тяжёлых орудий и авиации. Однако, при этом, активно вооружали и финансово поддерживали повстанцев на территории вражеского государства.

## Итог войны
15 января 2010 года Чад и Судан подписали мирный договор, ознаменовав конец пятилетней войны между государствами. Нормализация отношений привела к возвращению чадских формирований из Судана, открытию границы между двумя странами, развёртыванию совместных сил для охраны границы. Хотя нападения на гражданских лиц в конфликтом регионе продолжились. Президент Чада, Идрис Деби, посетил Хартум впервые за шесть лет.
В апреле 2010 года правительственные войска Чада вновь участвовали в стычках с силами повстанцев в восточных районах страны. Преступность, бандитизм, похищение людей, угоны автомобилей и вооруженные разбойные нападения на миссии гуманитарных организаций привели к тому, что многие гуманитарные организации свернули свои операции в Чаде. В мае 2010 года Организация Объединённых Наций начала выводить миротворческие войска из Чада и возложила функции по обеспечению безопасности на полицию и армию этой страны. После вывода миротворцев по всей стране правительственные силы организовали этнические чистки, начав произвольно арестовывать и задерживать гражданских лиц по подозрению в повстанческой деятельности, часто на основе этнической принадлежности, и подвергать их пыткам. Условия содержания в чадской тюрьме — одни из самых суровых на африканском континенте.